# Johannes Stark
Johannes Stark (Schickenhof, 15. travnja 1874. – Traunstein, 21. lipnja 1957.), njemački fizičar. 

## Rad
Poznat je po istraživanjima molekula, atoma i ionizirajućih medija, osobito po otkriću pojave razdvajanja spektralnih linija plinova u jakom elektičnom polju (Starkov efekt).

## Nagrade i priznanja
- 1919. - Nobelova nagrada za fiziku